# 吉姆·帕蒂森
詹姆斯·艾伦“吉姆”帕蒂森（1928年10月1日—）是加拿大商业大亨，投资者和慈善家。他是温哥华吉姆·帕蒂森集团的举行首席执行官、主席和唯一所有者。他被认为是加拿大第四富有的人。

## 早期的生活和教育
帕蒂森的父母居住在萨斯喀彻温的农村小镇陆斯兰，他在临近萨斯卡通的医院出生。帕蒂森在温哥华东区长大，他暑假打的第一份工是在一个教会儿童活动中吹小号，后来又在中学的暑假采摘水果(覆盆子、樱桃和桃子)。帕蒂森在高中时有许多工作，包括在学校停车场卖甜甜圈，挨家挨户卖种子、送报纸，及在乔治亚酒店当侍从。1947年他毕业于约翰·奥利弗中学。